# Тит Анний Цимбр
Тит А́нний Цимбр (лат. Titus Annius Cimber; умер после 43 года до н. э.) — римский политический деятель, приверженец Марка Антония. Претор предположительно в 43 году до н. э.
Один из источников называет Тита Анния «сыном Лисидика»; это означает, что его отец был вольноотпущенником. Упоминания о Тите Аннии относятся к 43 году до н. э., когда он как преторий (то есть бывший претор) находился в лагере Марка Антония под Мутиной. Цимбра обвиняли в отравлении брата, в связи с чем Марк Туллий Цицерон насмешливо называет его «Филадельфом». Под Мутиной был и ещё один брат Тита, занимавший тогда должность квестора.